# Nemoria coruscula
Nemoria coruscula är en fjärilsart som beskrevs av Ferguson 1969. Nemoria coruscula ingår i släktet Nemoria och familjen mätare. Inga underarter finns listade i Catalogue of Life.